# Hemeroblemma parana
Hemeroblemma parana är en fjärilsart som beskrevs av Achille Guenée 1852. Hemeroblemma parana ingår i släktet Hemeroblemma och familjen nattflyn. Inga underarter finns listade i Catalogue of Life.